# Toilettenhaus Pechauer Straße
Das Toilettenhaus Pechauer Straße war ein denkmalgeschütztes Toilettenhaus in Magdeburg in Sachsen-Anhalt. Es wurde 2012 abgerissen.

## Lage
Das Gebäude befand sich am westlichen Ende der Pechauer Straße im Magdeburger Stadtteil Cracau, an der Adresse Pechauer Straße 39. Es lag dabei auf der Nordseite in einer Ecklage am Übergang zur sich nördlich anschließenden Pfeifferstraße.

## Architektur und Geschichte

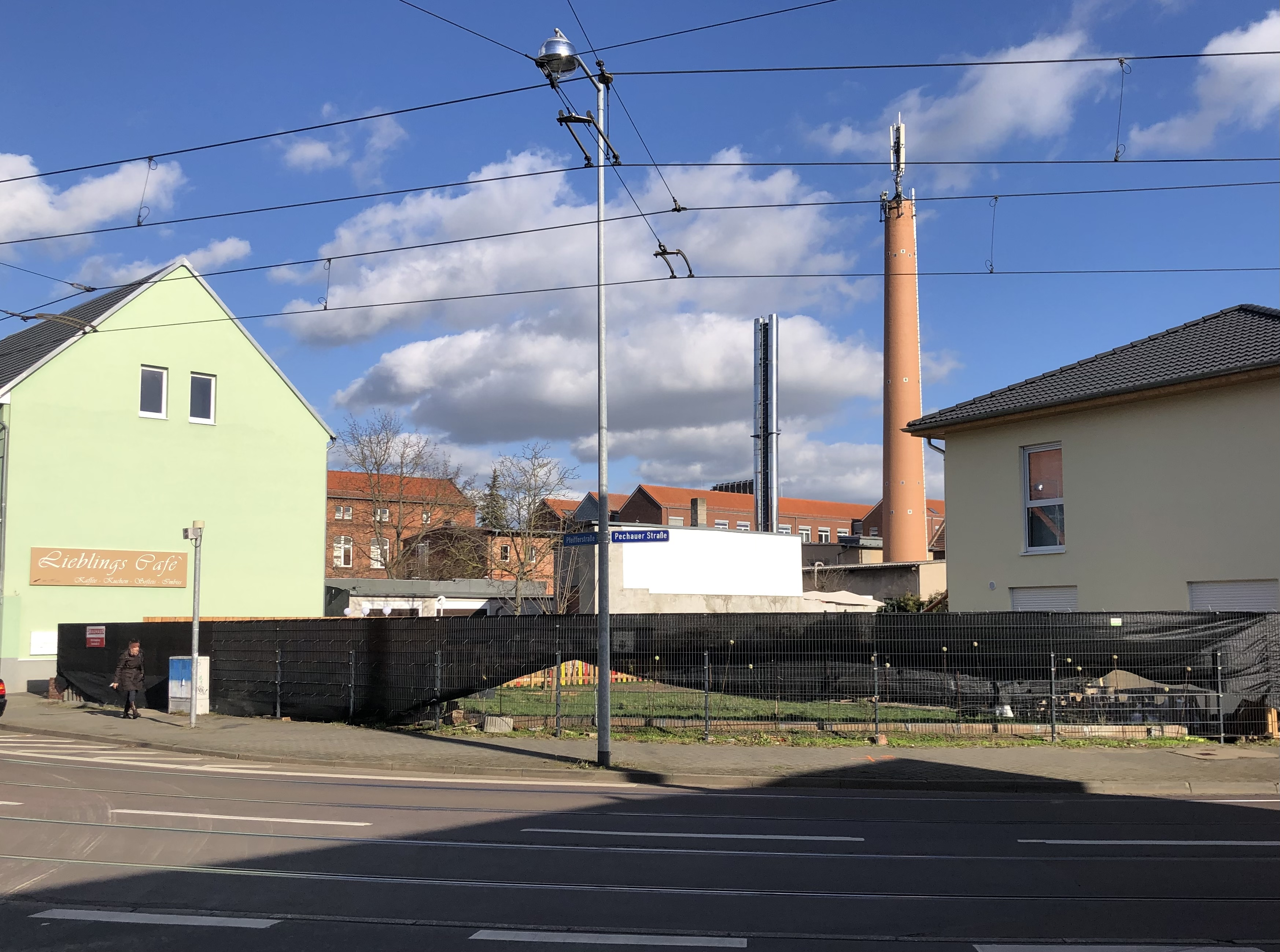
Blick von Westen auf den ehemaligen Standort, 2022

Das Grundstück gehörte gemeinsam mit der Nummer 40 in der Zeit um 1862 dem Rangierer Meier. Bis 1928 diente die Nummer 40 als Gefängnis und Spritzenhaus. Während die Nummer 40 ab 1928 vom Magistrat der Stadt Magdeburg als Gemeindehaus genutzt wurde, entstand auf der Nummer 39 eine öffentliche Toilette, auch Retirade genannt.
Der zur Ecksituation hin in einem viertelkreisförmigen Bogen verlaufende eingeschossige Bau entstand nach einem Entwurf des Stadthochbauamtes der Stadt Magdeburg unter der Leitung von Johannes Göderitz. Das Gebäude war in einer funktionalen Form gestaltet und entsprach so der für die Bauzeit typischen Architektursprache öffentlicher Bauten in Magdeburg. Hoch, direkt unterhalb des vorkragenden Flachdachs, verlief ein schmales Fensterband aus querrechteckigen Fensteröffnungen. Die Dachplatte bestand aus Beton. Es bestanden zwei bis unter das Dach reichende Eingänge, je einer für Frauen und Männer.
Im örtlichen Denkmalverzeichnis war das Toilettenhaus unter der Erfassungsnummer 094 71455 als Baudenkmal verzeichnet.
Das Gebäude galt als wichtiges Beispiel der hohen architektonischen Qualität öffentlicher Bauten in der Zeit unter Göderitz, selbst wenn sie nur einfachen Aufgaben dienten. Städtebaulich wichtig war es durch die Bildung einer klaren Raumkante an der Straßenkreuzung. Im Jahr 2012 wurde das Toilettenhaus abgerissen.